# Ammophila californica
Ammophila californica är en biart som beskrevs av Menke 1964. Ammophila californica ingår i släktet Ammophila och familjen grävsteklar. Inga underarter finns listade i Catalogue of Life.